# Боксерське повстання
Боксе́рське повста́ння, або Їхетуа́нське повста́ння (кит. трад. 義和團運動, спр. 义和团运动, піньїнь: Yìhétuán yùndòng, акад. Їхетуань юньдун; 1898—1901 рр.) — повстання проти іноземного втручання в економіку, внутрішню політику і релігійне життя Китаю, що досягло свого максимуму в останні роки правління династії Цін (1636—1912). Офіційно оголошене в листопаді 1898, на початку завдяки Дзаї, принцу Дуань, користувалося підтримкою з боку офіційної влади, було розгромлене коаліцією 8 держав. Головними аренами подій стали провінція Шаньдун (батьківщина Конфуція та місце активного проникнення німецьких колоніалістів, див. Ціндао) та Пекін.
Завершилося підписанням 7 вересня 1901 «Завершального (або „Боксерського“) протоколу».

## Передумови
З початку XIX століття в Китай почали проникати західноєвропейські держави, перш за все Британія, які прагнули встановити контроль над китайськими ринками. Цінська імперія нічого не могла протиставити державам, що технологічно її перевершували, в результаті чого зазнала ряд дипломатичних і воєнних поразок і до кінця XIX століття фактично перебувала у становищі напівколонії.
Захиститися від європейського проникнення Китаю не допомогли ані традиційна закритість суспільства, ані «політика самопосилення», яка проводилася за аналогією з реформами імператора Мейдзі в Японії.
Розділ Китаю почався з поразки імперії в Першій опіумній війні, за підсумками якої китайському уряду був нав'язаний перший нерівноправний договір. Із середини XIX століття і до початку XX-го Китай підписав близько 13 таких невигідних договорів з Японією, США і країнами Європи. В результаті держава втратила багато морських портів, опинилася в ізольованому становищі щодо зовнішньої політики, в країну хлинув потік місіонерів, які не завжди з належною повагою ставилися до місцевої культури і релігійних традицій Китаю.

### Реакція населення
Украй хворобливу реакцію населення викликало іноземне проникнення в північні райони — в провінції Чжилі, Шаньдун і в Маньчжурію, де зміни в економіці й соціальному стані були занадто серйозними. Через будівництво залізниць, уведення поштово-телеграфного зв'язку, зростання імпорту фабричних товарів утратили роботу численні трудівники традиційних видів транспорту і зв'язку: човнярі, візники, носильники, погоничі, охоронці, доглядачі посильних служб. Крім того, будівництво Китайсько-Східної і Південно-Маньчжурської залізниць загрожувало залишити без заробітку багато тисяч людей, зайнятих візницьким промислом. Траси цих доріг знищували поля, руйнували будинки і кладовища. Проникнення європейських, російських, японських і американських товарів на внутрішній ринок Китаю прискорило руйнування ручної промисловості.
Усі ці фактори викликали соціальний вибух на початку 1890-х рр. на півночі Китаю, який був прискорений катастрофічним погіршенням життя селянства північних провінцій унаслідок стихійних лих (протягом ряду років тут повторювалися посухи, які поряд з епідеміями холери тлумачилися як наслідки появи «заморських дияволів» або «білих чортів» — європейців та американців)
Уряд імперії на чолі з імператрицею Цисі відмовився від проведення ліберальних реформ, що і послужило ще однією передумовою для народного повстання проти «європеїзації» Китаю

## Їхетуані
У таких умовах у 1898 на півночі Китаю почала активно діяти безліч стихійно сформованих загонів із різними назвами: «Їхецюань» («Кулак в ім'я справедливості і згоди»), «Їхетуань» («Загони справедливості і миру»), «Їміньхуей» («Союз справедливих»), «Дадаохуей» («Союз великих мечів») тощо. Коли боротьба проти іноземців досягла найбільшого напруження і перекинулася з провінцій Шаньдун і Чжилі на північно-східні провінції, найбільш поширеними назвами загонів повстанців стають «Їхецюань» і «Їхетуань», які, за суттю, ототожнювалися. Членів товариства називали «туань» (загони) і «цюань» (кулаки). Самі ж їхетуані вважали себе «священними воїнами», «справедливими людьми» і «священними загонами».
Загони з'явилися майже одночасно, і в них були загальні об'єднуючі ознаки — це, перш за все, неприязнь до іноземців, головним чином до місіонерів, а також до китайців-християн. Більшість загонів дотримувалися релігійно-містичних ритуалів, запозичених у традиційних підпільних сект Давнього Китаю. Багато учасників даної організації регулярно займалися фізичними вправами (цюань), що нагадували кулачний бій, за що згодом і були прозвані європейцями «боксерами».
В їхніх загонах були бідні селяни, що розорилися, ремісники, що втратили роботу, транспортні робітники і демобілізовані солдати, а також жінки і підлітки, що особливо вражало іноземців. Не всі жителі Китаю підтримували їхетуаней через те, що ті іноді здійснювали напади на села та грабували їх. Пізніше Цисі назвала їх «лжеїхетуанямі», доручивши уряду розслідувати їхню діяльність і покарати винних.
Деякі їхетуані вважали себе неуразливими для куль і снарядів, що навіть було закріплено в статуті. На їхню думку, їхетуань, що порушив волю командування або богів, утрачав такі здібності, а духи відверталися від нього. Будь-який їхетуань повинен був дотримуватися десяти правил, прописаних у статуті. Статут був написаний за підтримки офіційного уряду імперії. Згідно з ним, кожен їхетуань повинен був підкорятися верховному командуванню, допомагати своїм товаришам-їхетуаням, дотримуватися буддизму, не здійснювати злочинів, завжди брати участь у бою, не нападати на інших їхетуаней, не мародерствувати, все захоплене майно здати місцевій владі для поповнення скарбниці, а також убивати християн. Якщо християнин виявлявся китайцем, йому надавали вибір: зректися своєї віри або померти.

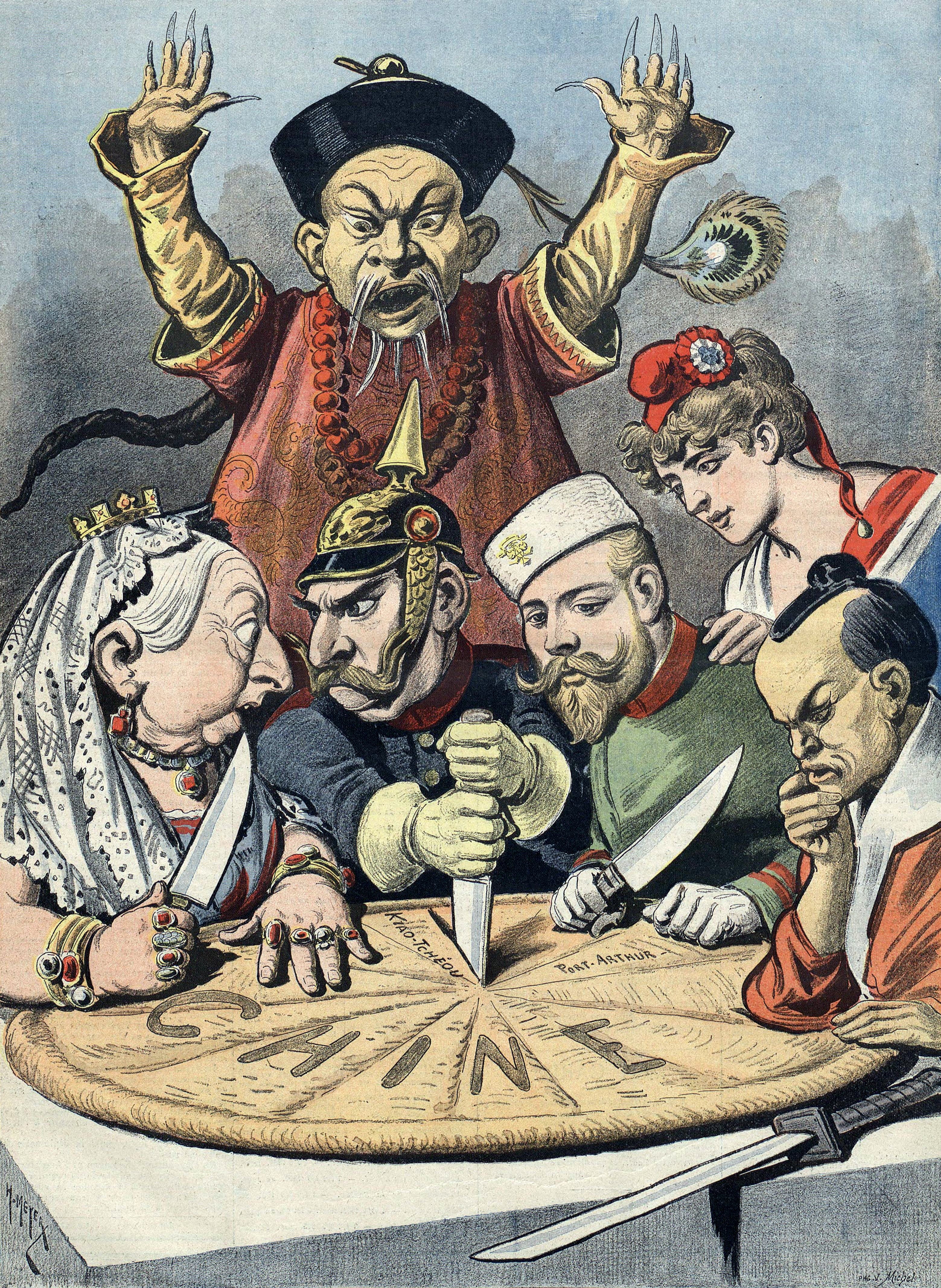
Французька політична пропагандистська карикатура із зображенням Китаю

За дотриманням статуту було встановлене суворе стеження, будь-яка непокора командуванню каралася, однак не всі їхетуані дотримувалися статуту.

## Хід повстання
20 липня 1900 у Пекіні почалось повстання «Духовних кулаків», — більше 100 тисяч бойовиків взяли в облогу дипломатичне містечко в Пекіні, спалюючи в місті християнські церкви і вбиваючи європейців. Аналогічні дії згодом охопили весь Північний Китай, де присутність іноземних військ привела до особливо великого занепаду економіки.
Для боротьби з повстанцями було створено 19-тисячний міжнародний військовий загін, в котрому головну роль відігравали британці, росіяни, французи та японці. Вигравши у боксерів дві великі битви на шляху до Пекіна, 14 серпня міжнародні війська увійшли до столиці Китаю і звільнили заручників. Повстання боксерів було придушено, а імператорський двір втік з міста на Північ.

## Наслідки
7 вересня 1901 підписаний Пекінський протокол, що формально знаменував закінчення повстання. З одного боку його підписав Цинський уряд, з іншого — США, Японія, Німеччина, Австро-Угорщина, Росія, Велика Британія, Франція, Італія, Іспанія, Бельгія та Нідерланди. Згідно з ним, іноземним військам надавалось право залишатись у Пекіні, а на Китай накладалось зобов'язання виплатити 333 мільйони доларів як компенсацію за причинені повстанням збитки і надіслати в Японію та Німеччину спеціальних посланців з офіційними вибаченнями за вбивства їхніх дипломатичних представників.
З 1902 китайське керівництво провело ряд реформ у військовій сфері, освіті та управлінні імперією. У довгостроковій перспективі новий розділ Китаю на «сфери впливу» послужив причиною нового витка суперництва в Азії — в 1904 почалась Російсько-японська війна, а пізніше — експансія Японської імперії в Маньчжурії, Кореї та на півночі Китаю, яка призвела до справжньої довготривалої війни. У результаті в Маньчжурії виникла маріонеткова держава Маньчжоу-Ґо, ліквідована тільки наприкінці Другої світової війни.

## Учасники подій
- Юйсянь 毓賢 (1842—1901)